# Trophée Heisman
Le trophée Heisman (en anglais : Heisman Trophy) est un trophée remis au meilleur joueur universitaire NCAA de football américain depuis 1935.
Le trophée tire son nom de John Heisman, mort en 1936, qui fut coach à la fois de baseball, basketball et football américain pour de nombreuses universités américaines. John Heisman fut un défenseur de la passe en avant, l'un des meneurs pour la mise en place du système de quart-temps, mais surtout sur le développement tactique et l'innovation de la ligne offensive.
Remis en décembre avant la période des bowls, The Heisman Trophy est le plus prestigieux trophée individuel du football américain universitaire aux États-Unis.
Une poignée de troisième année (junior) seulement ont réalisé cette performance. Quatre deuxième année (sophomore) ont remporté le Heisman, Tim Tebow (quarterback des Gators de la Floride) en 2007, Sam Bradford (quarterback des Sooners de l'Oklahoma) en 2008, Mark Ingram (running back du Crimson Tide de l'Alabama) en 2009 et Lamar Jackson (quarterback des Cardinals de Louisville) en 2016. Deux joueurs de première année (freshman) ont remporté le Heisman : Johnny Manziel (quarterback des Aggies de Texas A&M) en 2012 et Jameis Winston (quarterback des Seminoles de Florida State) en 2013.
Le Heisman est un trophée qui couronne le plus souvent des quarterbacks ou des running backs.
Rares sont ceux qui ont touché la statuette de bronze en évoluant à des postes défensifs. Il faut noter l'exploit de Charles Woodson qui est le 1er joueur et encore le seul, joueur principalement défensif à remporter ce prestigieux trophée. En 2024, Travis Hunter remporte le trophée Heisman jouant à la fois en défense et attaque. 
Enfin, Archie Griffin est le seul joueur à avoir remporté deux fois ce prix en 1974 et 1975.
Le système d'élection du vainqueur implique l'ensemble des États-Unis à travers six grandes régions : ouest, Mid Atlantic, Mid West, nord-est, sud et sud-ouest. Chaque région possède 145 votes de médias, soit un total national de 870 votes. De plus, tous les anciens vainqueurs du trophée peuvent voter. Chaque votant nomme trois joueurs. Le premier marque trois points, le second en marque deux, et le dernier un. Les points des votants sont tous compilés, et le joueur qui est crédité du plus grand nombre de points reçoit le trophée.

## Palmarès
| Saison | Nom                  | Université/Académie             | Position                     | Points | % de points possible | Année universitaire | Notes      |
| ------ | -------------------- | ------------------------------- | ---------------------------- | ------ | -------------------- | ------------------- | ---------- |
| 1935   | Jay Berwanger        | Maroons de Chicago              | Halfback                     | 84     | 43,08%               | Senior              |            |
| 1936   | Larry Kelley         | Bulldogs de Yale                | End                          | 219    | 36,41%               | Senior              |            |
| 1937   | Clint Frank          | Bulldogs de Yale                | Halfback                     | 524    | 32,89%               | Senior              |            |
| 1938   | Davey O'Brien        | Horned Frogs de TCU             | Quarterback                  | 519    | 29,62%               | Senior              |            |
| 1939   | Nile Kinnick         | Hawkeyes de l'Iowa              | Halfback/Quarterback         | 651    | 31,00%               | Senior              |            |
| 1940   | Tom Harmon           | Wolverines du Michigan          | Halfback                     | 1 303  | 54,29%               | Senior              |            |
| 1941   | Bruce Smith          | Golden Gophers du Minnesota     | Halfback                     | 554    | 49,99%               | Senior              |            |
| 1942   | Frank Sinkwich       | Bulldogs de la Géorgie          | Halfback                     | 1 059  | 56,15%               | Senior              |            |
| 1943   | Angelo Bertelli      | Fighting Irish de Notre Dame    | Quarterback                  | 648    | 64,80%               | Senior              |            |
| 1944   | Les Horvath (en)     | Buckeyes d'Ohio State           | Quarterback/Halfback         | 412    | 18,31%               | Senior              |            |
| 1945   | Doc Blanchard (en)   | Cadets de l'Army                | Fullback                     | 860    | 33,81%               | Junior              |            |
| 1946   | Glenn Davis          | Cadets de l'Army                | Halfback                     | 792    | 79,20%               | Senior              |            |
| 1947   | Johnny Lujack (en)   | Fighting Irish de Notre Dame    | Quarterback                  | 742    | 74,20%               | Senior              |            |
| 1948   | Doak Walker          | Mustangs de SMU                 | Halfback                     | 778    | 28,56%               | Junior              |            |
| 1949   | Leon Hart            | Fighting Irish de Notre Dame    | End                          | 995    | 36,53%               | Senior              |            |
| 1950   | Vic Janowicz (en)    | Buckeyes d'Ohio State           | Halfback/Punter              | 633    | 22,03%               | Junior              |            |
| 1951   | Dick Kazmaier (en)   | Tigers de Princeton             | Halfback                     | 1 777  | 60,01%               | Senior              |            |
| 1952   | Billy Vessels (en)   | Sooners de l'Oklahoma           | Halfback                     | 525    | 14,32%               | Senior              |            |
| 1953   | Johnny Lattner (en)  | Fighting Irish de Notre Dame    | Halfback                     | 1 850  | 49,14%               | Senior              |            |
| 1954   | Alan Ameche (en)     | Badgers du Wisconsin            | Fullback                     | 1 068  | 27,01%               | Senior              |            |
| 1955   | Howard Cassady (en)  | Buckeyes d'Ohio State           | Halfback                     | 2 219  | 55,87%               | Senior              |            |
| 1956   | Paul Hornung         | Fighting Irish de Notre Dame    | Quarterback                  | 1 066  | 26,96%               | Senior              |            |
| 1957   | John David Crow (en) | Aggies de Texas A&M             | Halfback                     | 1 183  | 31,12%               | Senior              |            |
| 1958   | Pete Dawkins (en)    | Cadets de l'Army                | Halfback                     | 1 394  | 39,01%               | Senior              | [ Note 1 ] |
| 1959   | Billy Cannon         | Tigers de LSU                   | Halfback                     | 1 929  | 53,72%               | Senior              |            |
| 1960   | Joe Bellino (en)     | Midshipmen de la Navy           | Halfback                     | 1 793  | 52,89%               | Senior              |            |
| 1961   | Ernie Davis          | Orangemen de Syracuse           | Halfback/Linebacker/Fullback | 824    | 25,18%               | Senior              | [ Note 2 ] |
| 1962   | Terry Baker          | Beavers d'Oregon State          | Quarterback                  | 707    | 21,25%               | Senior              |            |
| 1963   | Roger Staubach       | Midshipmen de la Navy           | Quarterback                  | 1 860  | 55,21%               | Junior              |            |
| 1964   | John Huarte (en)     | Fighting Irish de Notre Dame    | Quarterback                  | 1 026  | 30,98%               | Senior              |            |
| 1965   | Mike Garrett (en)    | Trojans de l'USC                | Halfback                     | 926    | 26,61%               | Senior              |            |
| 1966   | Steve Spurrier (en)  | Gators de la Floride            | Quarterback                  | 1 679  | 48,25%               | Senior              |            |
| 1967   | Gary Beban (en)      | Bruins de l'UCLA                | Quarterback                  | 1 968  | 63,50%               | Senior              |            |
| 1968   | O. J. Simpson        | Trojans de l'USC                | Halfback                     | 2 853  | 80,64%               | Senior              |            |
| 1969   | Steve Owens (en)     | Sooners de l'Oklahoma           | Fullback                     | 1 488  | 40,92%               | Senior              |            |
| 1970   | Jim Plunkett         | Indians de Stanford             | Quarterback                  | 2 229  | 58,78%               | Senior              |            |
| 1971   | Pat Sullivan         | Tigers d'Auburn                 | Quarterback                  | 1 597  | 42,25%               | Senior              |            |
| 1972   | Johnny Rodgers       | Cornhuskers du Nebraska         | Wide Receiver/Running back   | 1 310  | 38,75%               | Senior              |            |
| 1973   | John Cappelletti     | Nittany Lions de Penn State     | Running back                 | 1 057  | 32,78%               | Senior              |            |
| 1974   | Archie Griffin       | Buckeyes d'Ohio State           | Running back                 | 1 920  | 59,53%               | Junior              |            |
| 1975   | Archie Griffin       | Buckeyes d'Ohio State           | Running back                 | 1 800  | 57,64%               | Senior              |            |
| 1976   | Tony Dorsett         | Panthers de Pittsburgh          | Running back                 | 2 357  | 74,97%               | Senior              |            |
| 1977   | Earl Campbell        | Longhorns du Texas              | Running back                 | 1 547  | 49,11%               | Senior              |            |
| 1978   | Billy Sims           | Sooners de l'Oklahoma           | Running back                 | 1 896  | 26,25%               | Junior              |            |
| 1979   | Charles White        | Trojans de l'USC                | Running back                 | 1 695  | 53,81%               | Senior              |            |
| 1980   | George Rogers        | Gamecocks de la Caroline du Sud | Running back                 | 1 128  | 35,81%               | Senior              |            |
| 1981   | Marcus Allen         | Trojans de l'USC                | Running back                 | 1 797  | 57,05%               | Senior              |            |
| 1982   | Herschel Walker      | Bulldogs de la Géorgie          | Running back                 | 1 926  | 61,14%               | Junior              |            |
| 1983   | Mike Rozier (en)     | Cornhuskers du Nebraska         | Running back                 | 1 801  | 57,17%               | Senior              |            |
| 1984   | Doug Flutie          | Eagles de Boston College        | Quarterback                  | 2 240  | 71,11%               | Senior              |            |
| 1985   | Bo Jackson           | Tigers d'Auburn                 | Running back                 | 1 509  | 47,90%               | Senior              |            |
| 1986   | Vinny Testaverde     | Hurricanes de Miami             | Quarterback                  | 2 213  | 70,25%               | Senior              |            |
| 1987   | Tim Brown            | Fighting Irish de Notre Dame    | Wide receiver                | 1 442  | 45,78%               | Senior              |            |
| 1988   | Barry Sanders        | Cowboys d'Oklahoma State        | Running back                 | 1 878  | 68,27%               | Junior              |            |
| 1989   | Andre Ware (en)      | Cougars de Houston              | Quarterback                  | 1 073  | 38,96%               | Junior              |            |
| 1990   | Ty Detmer            | Cougars de BYU                  | Quarterback                  | 1 482  | 53,87%               | Junior              |            |
| 1991   | Desmond Howard       | Wolverines du Michigan          | Wide receiver/Punt returner  | 2 077  | 75,50%               | Junior              |            |
| 1992   | Gino Torretta (en)   | Hurricanes de Miami             | Quarterback                  | 1 400  | 50,84%               | Senior              |            |
| 1993   | Charlie Ward         | Seminoles de Florida State      | Quarterback                  | 2 310  | 83,79%               | Senior              | [ Note 3 ] |
| 1994   | Rashaan Salaam       | Buffaloes du Colorado           | Running back                 | 1 743  | 63,15%               | Junior              |            |
| 1995   | Eddie George         | Buckeyes d'Ohio State           | Running back                 | 1 460  | 52,84%               | Senior              |            |
| 1996   | Danny Wuerffel       | Gators de la Floride            | Quarterback                  | 1 363  | 49,38%               | Senior              |            |
| 1997   | Charles Woodson      | Wolverines du Michigan          | Cornerback/Punt returner     | 1 815  | 65,69%               | Junior              | [ Note 4 ] |
| 1998   | Ricky Williams       | Longhorns du Texas              | Running back                 | 2 355  | 85,23%               | Senior              |            |
| 1999   | Ron Dayne (en)       | Badgers du Wisconsin            | Running back                 | 2 042  | 73,83%               | Senior              |            |
| 2000   | Chris Weinke         | Seminoles de Florida State      | Quarterback                  | 1 628  | 58,86%               | Senior              |            |
| 2001   | Eric Crouch (en)     | Cornhuskers du Nebraska         | Quarterback                  | 770    | 27,75%               | Senior              |            |
| 2002   | Carson Palmer        | Trojans de l'USC                | Quarterback                  | 1 328  | 48,01%               | Senior              |            |
| 2003   | Jason White          | Sooners de l'Oklahoma           | Quarterback                  | 1 481  | 53,54%               | Junior              | [ Note 1 ] |
| 2004   | Matt Leinart         | Trojans de l'USC                | Quarterback                  | 1 325  | 47,85%               | Junior              |            |
| 2005   | Reggie Bush          | Trojans de l'USC                | Running back                 | 2 541  | 91,77%               | Junior              | ,          |
| 2006   | Troy Smith           | Buckeyes d'Ohio State           | Quarterback                  | 2 540  | 91,63%               | Senior              |            |
| 2007   | Tim Tebow            | Gators de la Floride            | Quarterback                  | 1 957  | 70,52%               | Sophomore           |            |
| 2008   | Sam Bradford         | Sooners de l'Oklahoma           | Quarterback                  | 1 726  | 62,13%               | Sophomore           |            |
| 2009   | Mark Ingram Jr.      | Crimson Tide de l'Alabama       | Running back                 | 1 304  | 46,99%               | Sophomore           |            |
| 2010   | Cam Newton           | Tigers d'Auburn                 | Quarterback                  | 2 263  | 81,55%               | Junior              |            |
| 2011   | Robert Griffin III   | Bears de Baylor                 | Quarterback                  | 1 687  | 60,66%               | Junior              |            |
| 2012   | Johnny Manziel       | Aggies de Texas A&M             | Quarterback                  | 2 029  | 72,88%               | Freshman            | [ Note 6 ] |
| 2013   | Jameis Winston       | Seminoles de Florida State      | Quarterback                  | 2 205  | 79,12%               | Freshman            |            |
| 2014   | Marcus Mariota       | Ducks de l'Oregon               | Quarterback                  | 2 534  | 90,92%               | Junior              |            |
| 2015   | Derrick Henry        | Crimson Tide de l'Alabama       | Running back                 | 1 832  | 65,73%               | Junior              |            |
| 2016   | Lamar Jackson        | Cardinals de Louisville         | Quarterback                  | 2 144  | 79,50%               | Sophomore           | [ Note 7 ] |
| 2017   | Baker Mayfield       | Sooners de l'Oklahoma           | Quarterback                  | 2 398  | 86,04%               | Senior              |            |
| 2018   | Kyler Murray         | Sooners de l'Oklahoma           | Quarterback                  | 2 167  | 81,89%               | Junior              |            |
| 2019   | Joe Burrow           | Tigers de LSU                   | Quarterback                  | 2 608  | 93,78%               | Senior              |            |
| 2020   | DeVonta Smith        | Crimson Tide de l'Alabama       | Wide receiver                | 1 858  | 36,20%               | Senior              |            |
| 2021   | Bryce Young          | Crimson Tide de l'Alabama       | Quarterback                  | 2 311  | 83 %                 | Sophomore           |            |
| 2022   | Caleb Williams       | Trojans de l'USC                | Quarterback                  | 2 031  | 73 %                 | Sophomore           | [ 2 ]      |
| 2023   | Jayden Daniels       | Tigers de LSU                   | Quarterback                  | 2 029  | 73 %                 | Senior              | [ 3 ]      |
| 2024   | Travis Hunter        | Buffaloes du Colorado           | Cornerback/Wide receiver     | 2 231  | 72,22 %              | Junior              | [ 4 ]      |

## Trophée Heisman par université
| Rang | Programme universitaire         | Titres | Saisons                                        |
| ---- | ------------------------------- | ------ | ---------------------------------------------- |
| 1    | Trojans de l'USC                | 8      | 1962, 1968, 1979, 1981, 2002, 2004, 2005, 2022 |
| 2    | Fighting Irish de Notre Dame    | 7      | 1943, 1947, 1949, 1953, 1956, 1964, 1987       |
| 2    | Buckeyes d'Ohio State           | 7      | 1944, 1950, 1955, 1974, 1975, 1995, 2006       |
| 2    | Sooners de l'Oklahoma           | 7      | 1952, 1969, 1978, 2003, 2008, 2017, 2018       |
| 3    | Crimson Tide de l'Alabama       | 4      | 2009, 2015, 2020, 2021                         |
| 4    | Cadets de l'Army                | 3      | 1945, 1945, 1958                               |
| 4    | Tigers d'Auburn                 | 3      | 1971, 1985, 2010                               |
| 4    | Gators de la Floride            | 3      | 1966, 1996, 2007                               |
| 4    | Seminoles de Florida State      | 3      | 1993, 2000, 2013                               |
| 4    | Tigers de LSU                   | 3      | 1959, 2019, 2023                               |
| 4    | Wolverines du Michigan          | 3      | 1940, 1991, 1997                               |
| 4    | Cornhuskers du Nebraska         | 3      | 1972, 1983, 2001                               |
| 5    | Buffaloes du Colorado           | 2      | 1994, 2024                                     |
| 5    | Bulldogs de la Géorgie          | 2      | 1942, 1982                                     |
| 5    | Hurricanes de Miami             | 2      | 1986, 1992                                     |
| 5    | Midshipmen de la Navy           | 2      | 1960, 1963                                     |
| 5    | Longhorns du Texas              | 2      | 1977, 1998                                     |
| 5    | Aggies de Texas A&M             | 2      | 1957, 2012                                     |
| 5    | Badgers du Wisconsin            | 2      | 1954, 1999                                     |
| 5    | Bulldogs de Yale                | 2      | 1936, 1937                                     |
| 6    | Bears de Baylor                 | 1      | 2011                                           |
| 6    | Cougars de BYU                  | 1      | 1990                                           |
| 6    | Eagles de Boston College        | 1      | 1984                                           |
| 6    | Maroons de Chicago              | 1      | 1935                                           |
| 6    | Cougars de Houston              | 1      | 1989                                           |
| 6    | Hawkeyes de l'Iowa              | 1      | 1939                                           |
| 6    | Cardinals de Louisville         | 1      | 2016                                           |
| 6    | Golden Gophers du Minnesota     | 1      | 1941                                           |
| 6    | Cowboys d'Oklahoma State        | 1      | 1988                                           |
| 6    | Ducks de l'Oregon               | 1      | 2014                                           |
| 6    | Beavers d'Oregon State          | 1      | 1962                                           |
| 6    | Nittany Lions de Penn State     | 1      | 1973                                           |
| 6    | Panthers de Pittsburgh          | 1      | 1976                                           |
| 6    | Tigers de Princeton             | 1      | 1951                                           |
| 6    | Gamecocks de la Caroline du Sud | 1      | 1980                                           |
| 6    | Mustangs de SMU                 | 1      | 1948                                           |
| 6    | Indians de Stanford             | 1      | 1970                                           |
| 6    | Orangemen de Syracuse           | 1      | 1961                                           |
| 6    | Horned Frogs de TCU             | 1      | 1938                                           |
| 6    | Bruins de l'UCLA                | 1      | 1967                                           |